# Działo piechoty

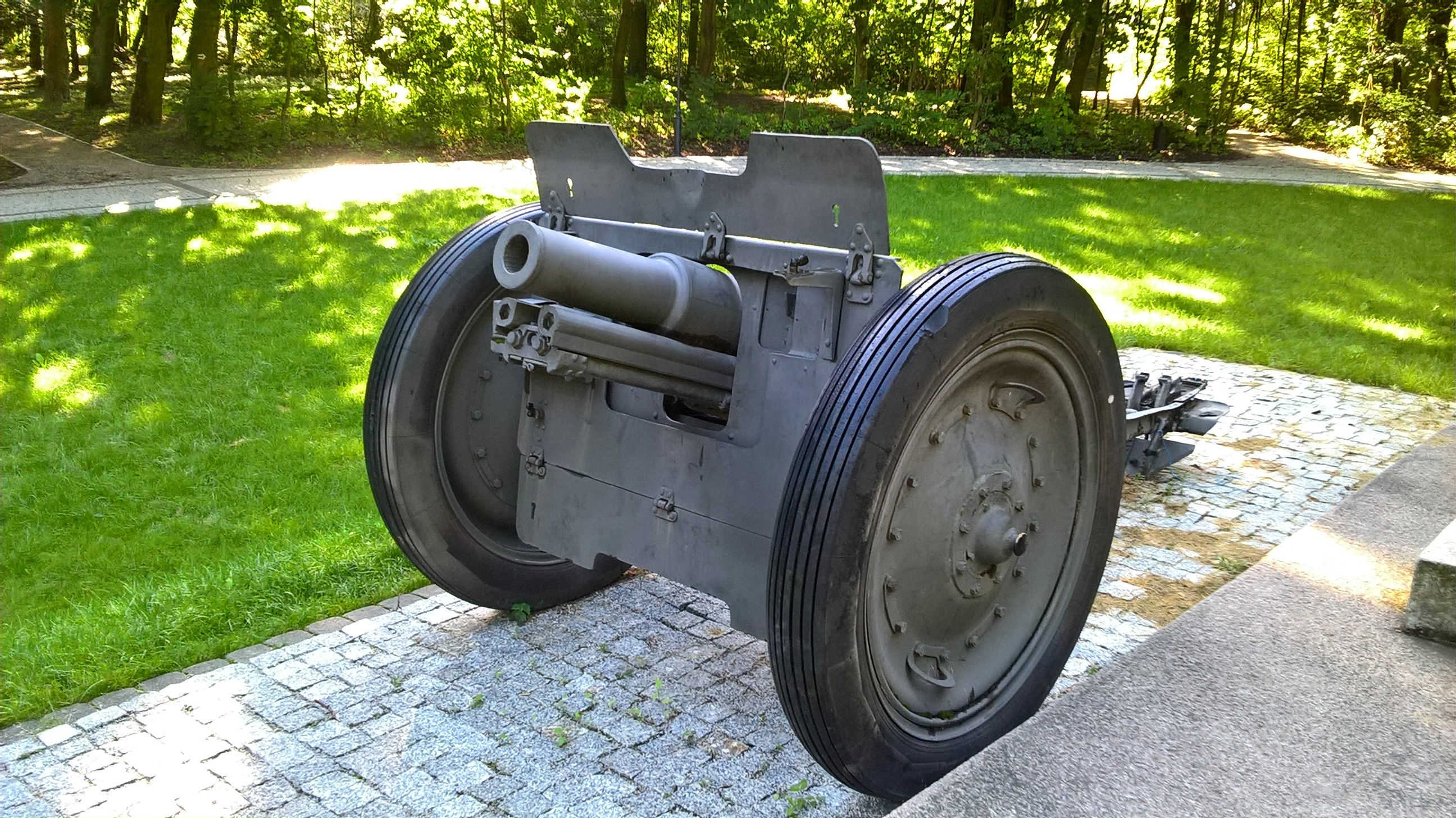
Radzieckie działo piechoty wz. 1927

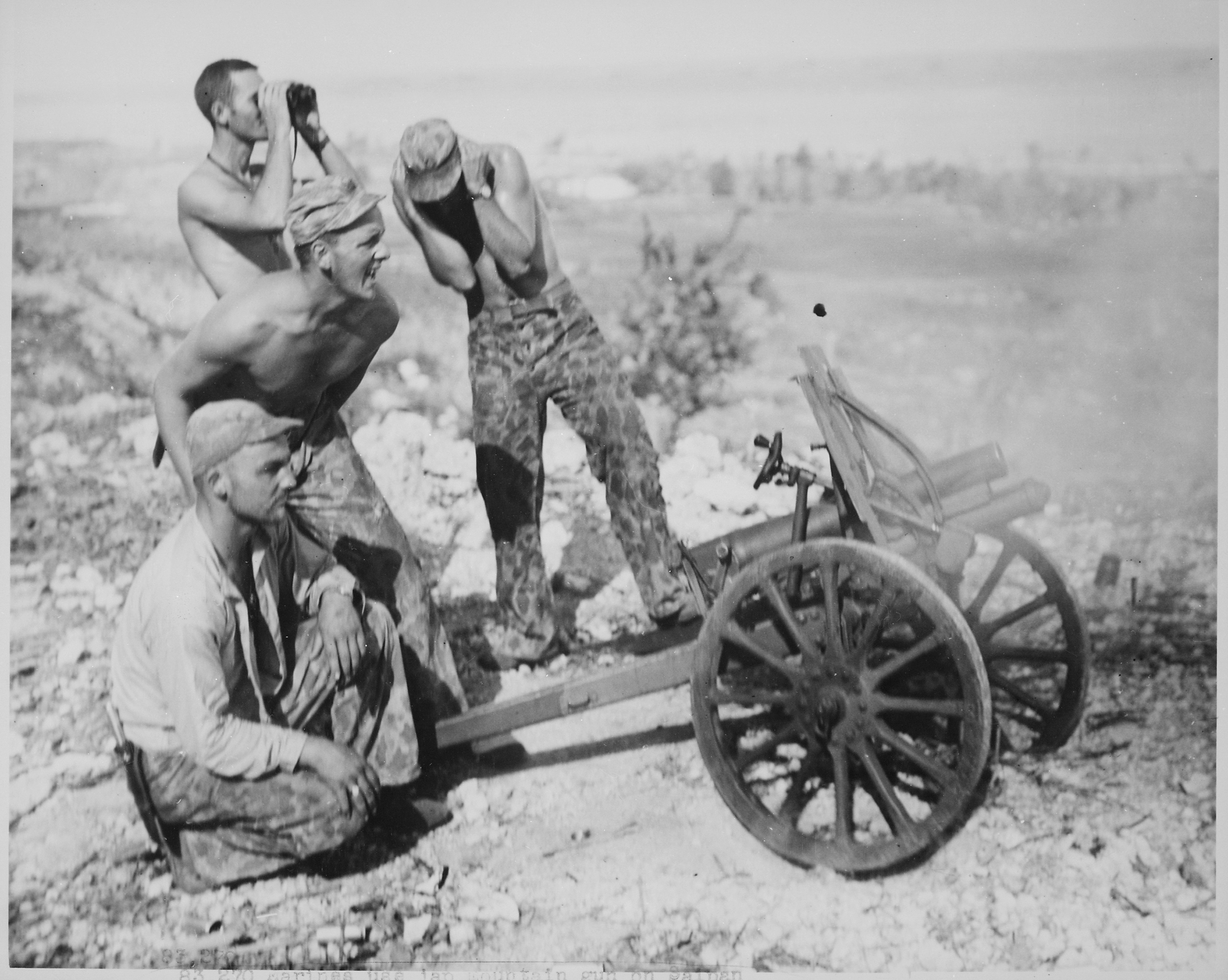
Żołnierze amerykańscy ze zdobycznym japońskim działem piechoty Typ 92

Działo piechoty – działo niewielkich rozmiarów przeznaczone dla bezpośredniego wsparcia oddziałów piechoty w walce.

## Charakterystyka
Od innych rodzajów dział odróżniało się na ogół zwartą budową i krótką lufą, co pociągało za sobą niewielkie rozmiary i masę działa (poniżej tony). Cechy te umożliwiały zmianę stanowiska na małe odległości siłami obsługi, co było istotne przy bezpośrednim wspieraniu posuwającej się piechoty. Normalnie działa takie miały zazwyczaj ciąg konny, rzadziej motorowy za pomocą ciągnika.
Działa piechoty miały zwykle lufę o długości jedynie kilkunastu kalibrów. Wiązało się to z niską prędkością wylotową pocisku i niewielkim zasięgiem ognia, rzędu maksymalnie 7 kilometrów. Działo piechoty przeznaczone było przede wszystkim do zwalczania celów ogniem na wprost, a na większe odległości i za przeszkodami także ogniem stromotorowym. Konstrukcyjnie działa piechoty były zbliżone do armat górskich, lecz różniły się przeznaczeniem; armaty górskie były też przystosowane do szybkiego rozkładania na części o niewielkiej masie.

## Historia
Działa piechoty jako osobny rodzaj dział wyodrębniły się w okresie I wojny światowej, były to wówczas na ogół lekkie działka kalibru 37 mm, z demontowalnymi kołami lawety, przydatne do wojny pozycyjnej. W połowie wojny, Niemcy wprowadzili działa piechoty kalibru 76,2 mm, przebudowane ze zdobytych rosyjskich lekkich dział polowych. W okresie międzywojennym do niektórych armii, głównie niemieckiej, radzieckiej i japońskiej wprowadzono armaty piechoty o kalibrze 70–76 mm, które używane były następnie w trakcie II wojny światowej. Działa takie zazwyczaj były przydzielane na szczeblu pułku piechoty, rzadziej batalionu (na przykład armata batalionowa Typ 92 w Japonii). Ewenementem były niemieckie ciężkie działa piechoty 15 cm schweres Infanteriegeschütz 33 kalibru 150 mm, które nie nadawały się wprawdzie do bezpośredniego towarzyszenia piechocie z uwagi na masę, lecz zapewniały wielką siłę ognia. Działa piechoty miały jedynie minimalne możliwości zwalczania celów opancerzonych. Sytuacja nieco polepszyła się dzięki wprowadzeniu pocisków kumulacyjnych w drugiej połowie II wojny światowej. 
Specjalne działa piechoty nie były używane przez wszystkie armie. W Wojsku Polskim do 1939 roku, jako działa piechoty na szczeblu pułkowym zaadaptowano zwykłe, cięższe armaty polowe wz. 02/26 kalibru 75 mm. Po wojnie, używano przez krótki okres radzieckie działa kalibru 76 mm.
Wkrótce po zakończeniu II wojny światowej, działa piechoty zniknęły z armii świata, gdyż koncepcja artylerii piechoty nie odpowiadała już warunkom pola walki. Do wsparcia piechoty zaczęto stosować na większą skalę działa samobieżne, pojawiły się też wypełniające podobne funkcje lżejsze działa bezodrzutowe i granatniki automatyczne.